# William Crawford Sherrod

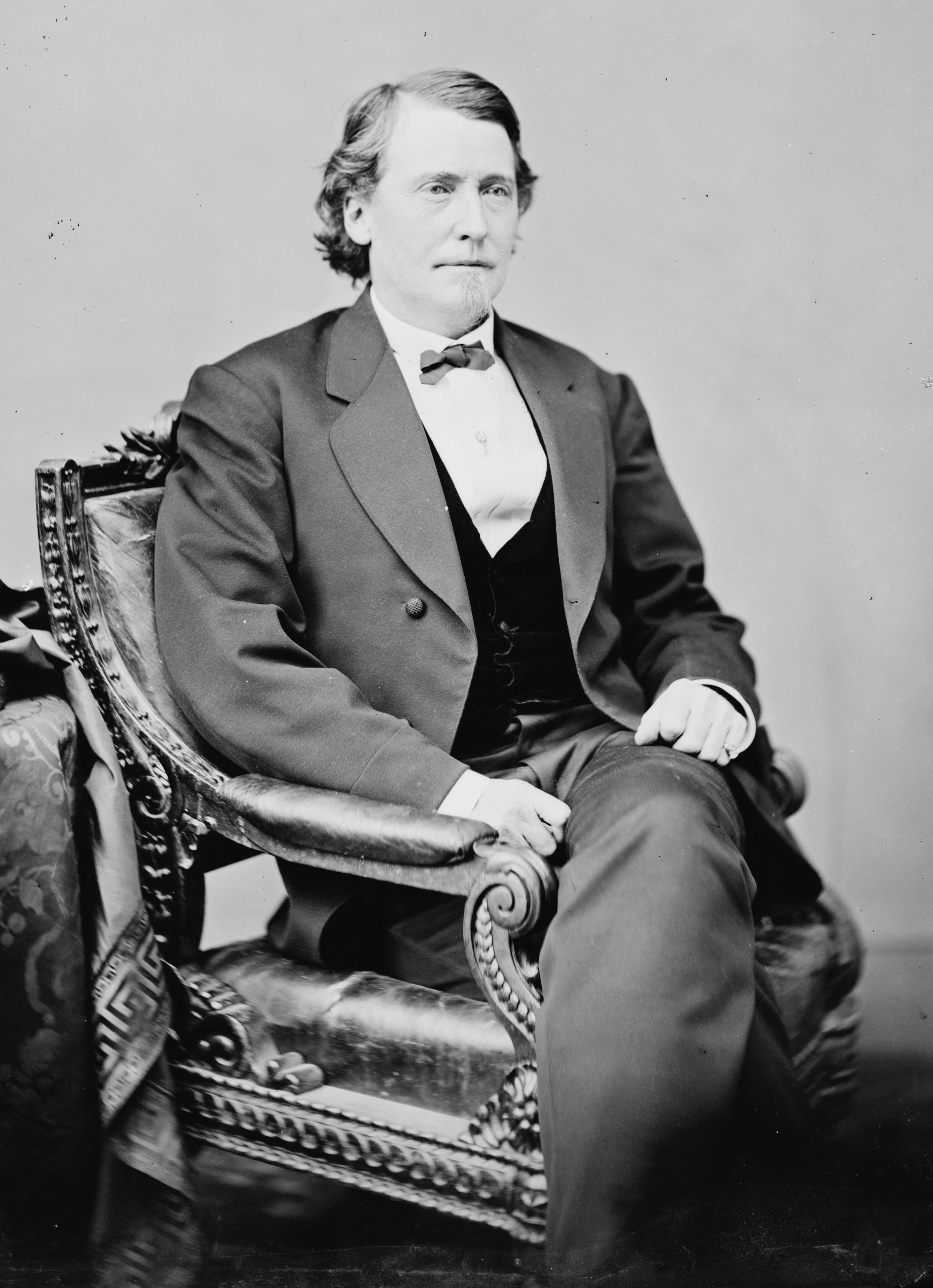
William Crawford Sherrod

William Crawford Sherrod (* 17. August 1835 in Courtland, Lawrence County, Alabama; † 24. März 1919 in Wichita Falls, Wichita County, Texas) war ein US-amerikanischer Politiker (Demokratische Partei).

## Werdegang
William Crawford Sherrod besuchte die Gemeinschaftsschule, eine private Vorbereitungsschule in Edgefield (South Carolina) und die University of North Carolina at Chapel Hill 1851 und 1852. Danach kehrte er nach Courtland zurück, wo er landwirtschaftlichen Tätigkeiten nachging. Sherrod war 1859 und 1860 Mitglied im Repräsentantenhaus von Alabama. Er nahm 1860 als Delegierter an der Democratic National Convention in Charleston (South Carolina) teil. Während des Amerikanischen Bürgerkrieges diente er in der Konföderiertenarmee, wo er den Dienstgrad eines Colonels unter General Forrest bekleidete. Er wurde in den 41. US-Kongress gewählt, wo er vom 4. März 1869 bis zum 3. März 1871 tätig war. Sherrod entschied sich 1870 gegen eine Kandidatur für den 42. US-Kongress. Danach ging er wieder landwirtschaftlichen Tätigkeiten nach. Ferner war er 1875 Mitglied im Senat von Alabama. Später zog er 1893 nach Wichita Falls (Texas), wo er eine Farm und Rinderzucht betrieb. Er starb dort 1919 und wurde auf dem Riverside Cemetery beigesetzt.